# Lars Yngve Nilsson
Lars Yngve (LYN) Nilsson, född 1932 i Malmö, död 2008, var svensk målare och tecknare. 
Nilsson studerade vid Skånska målarskolan och för Jules Schyl vid Tekniska Aftonskolan. Han debuterade med en utställning på Östra sjukhuset 1953 och genomförde därefter i ett stort antal separatutställningar. Han medverkade i samlingsutställningar på Liljevalchs konsthall, Skånes konstförening, Krapperups konsthalls höstsalonger och med Söderslätts konstförening. En retrospektiv utställning med hans konst visades på Hörby museum 2001. Hans konst består av stilleben, porträtt, landskap, miljöbilder i en expressiv stil. Nilsson är representerad vid Kristianstads läns museum, Östra sjukhuset Malmö, Stiftelsen Friluftsfrämjandet och Upplands Väsby kommun. Han var far till Lars Kenneth Nilsson.   